# Frente de Liberación Nacional Cubano
El Frente de Liberación Nacional Cubano era una organización anticastrista formada por cubanos exiliados en los Estados Unidos.

## Origen
El FLNC se forma en octubre de 1973 como un grupo anticastrista y contrario a la política socialista de Cuba, uno de sus líderes más conocidos es Francisco Castro Paz, también conocido como “Frank Castro”, quien participó en la Invasión de bahía de Cochinos en Cuba. Frank Castro fue entrenado por la CIA. Durante un periodo el FLNC tenía como base de entrenamiento Florida Everglades. También se les relaciona con el tráfico de drogas en Florida.

## Ataques
Alrededor de 25 ataques se les atribuyeron los mismos militantes del Frente de Liberación Nacional Cubano.
El 21 de enero de 1972, la embajada de Cuba en México recibe una carta bomba y después el Frente de Liberación Nacional Cubano lanza bombas contra la embajada, no se registraron heridos.

## Disolución
Las vinculaciones entre el FLNC y el grupo anticastrista Abdala los llevaron a una unión donde se disuelve el FLNC para unirse por completo al grupo Abdala que también es contrario a la política socialista de Cuba.